# Diócesis de Oakland
La diócesis de Oakland (en latín: Dioecesis Quercopolitana y en inglés: Roman Catholic Diocese of Oakland) es una circunscripción eclesiástica de la Iglesia católica en Estados Unidos. Se trata de una diócesis latina, sufragánea de la arquidiócesis de San Francisco. Desde el 3 de mayo de 2013 su obispo es Michael Charles Barber, de la Compañía de Jesús.

## Territorio y organización

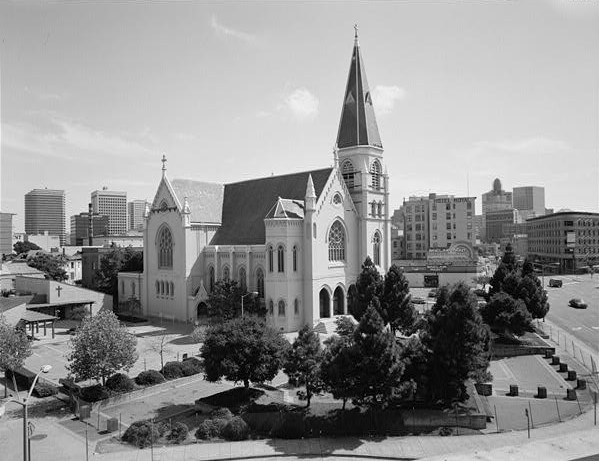
Excatedral de San Francisco de Sales, destruida por un terremoto en 1989

La diócesis tiene 3798 km² y extiende su jurisdicción sobre los fieles católicos de rito latino residentes en el estado de California en los condados de: Alameda y Contra Costa.
La sede de la diócesis se encuentra en la ciudad de Oakland, en donde se halla la Catedral de Cristo de la Luz, que fue consagrada en 2008. La excatedral de San Francisco de Sales en Oakland fue destruida por un terremoto en 1989.
En 2021 en la diócesis existían 82 parroquias.

## Historia
La diócesis fue erigida el 13 de enero de 1962 con la bula Ineunte vere del papa Juan XXIII, obteniendo el territorio de la arquidiócesis de San Francisco.
El 4 de julio de 1962, con la carta apostólica Ex opportuno, el papa Juan XXIII proclamó a la Santísima Virgen María Reina del Mundo como patrona principal de la diócesis.
El 21 de junio de 2008 la catedral se trasladó a la nueva iglesia de Cristo de la Luz en virtud del decreto Ut spirituali de la Congregación para los Obispos. La catedral anterior, dedicada a San Francisco de Sales, fue destruida durante el terremoto de Loma Prieta de 1989.
La diócesis sufrió de casos de abuso sexual cometidos por miembros de la Iglesia católica presentados por los feligreses en contra de sus sacerdotes. De 1994 a 2009, la diócesis pagó $ 60.5 millones de dólares a las víctimas de abuso sexual, el más grande los pagos fue realizados entre 2004 y 2005.

## Estadísticas
Según el Anuario Pontificio 2022 la diócesis tenía a fines de 2021 un total de 581 390 fieles bautizados.
| Año                                                                             | Población            | Población | Población      | Sacerdotes | Sacerdotes    | Sacerdotes    | Bautizados por sacerdote | Diáconos permanentes | Religiosos | Religiosos | Parroquias |
| Año                                                                             | Bautizados católicos | Total     | % de católicos | Total      | Clero secular | Clero regular | Bautizados por sacerdote | Diáconos permanentes | Varones    | Mujeres    | Parroquias |
| ------------------------------------------------------------------------------- | -------------------- | --------- | -------------- | ---------- | ------------- | ------------- | ------------------------ | -------------------- | ---------- | ---------- | ---------- |
| 1962                                                                            | 329 040              | 1 314 700 | 25.0           | 285        | 148           | 137           | 1154                     |                      | 170        | 736        | 87         |
| 1970                                                                            | 342 000              | 1 710 000 | 20.0           | 193        | 181           | 12            | 1772                     |                      |            |            | 82         |
| 1976                                                                            | 345 965              | 1 724 829 | 20.1           | 355        | 155           | 200           | 974                      |                      | 532        | 662        | 84         |
| 1980                                                                            | 390 099              | 1 718 500 | 22.7           | 393        | 164           | 229           | 992                      | 30                   | 577        | 607        | 87         |
| 1990                                                                            | 423 037              | 1 909 875 | 22.1           | 324        | 155           | 169           | 1305                     | 58                   | 390        | 458        | 90         |
| 1999                                                                            | 496 122              | 2 255 100 | 22.0           | 267        | 167           | 100           | 1858                     | 76                   | 20         | 320        | 89         |
| 2000                                                                            | 510 175              | 2 318 522 | 22.0           | 285        | 187           | 98            | 1790                     | 78                   | 247        | 258        | 89         |
| 2001                                                                            | 429 477              | 2 348 723 | 18.3           | 289        | 199           | 90            | 1486                     | 90                   | 232        | 325        | 89         |
| 2002                                                                            | 429 477              | 2 348 723 | 18.3           | 313        | 203           | 110           | 1372                     | 99                   | 218        | 340        | 87         |
| 2003                                                                            | 432 890              | 2 433 952 | 17.8           | 286        | 187           | 99            | 1513                     | 92                   | 229        | 354        | 87         |
| 2004                                                                            | 527 566              | 2 453 766 | 21.5           | 357        | 211           | 146           | 1477                     | 109                  | 309        | 399        | 87         |
| 2006                                                                            | 529 841              | 2 464 379 | 21.5           | 277        | 177           | 100           | 1912                     | 102                  | 295        | 460        | 86         |
| 2011                                                                            | 555 000              | 2 589 322 | 21.4           | 374        | 187           | 187           | 1483                     | 108                  | 944        | ?          | 84         |
| 2013                                                                            | 563 000              | 2 625 000 | 21.4           | 355        | 180           | 175           | 1585                     | 101                  | 523        | 342        | 83         |
| 2016                                                                            | 575 029              | 2 895 761 | 19.9           | 364        | 183           | 181           | 1579                     | 110                  | 372        | 332        | 82         |
| 2019                                                                            | 575 500              | 2 896 939 | 19.9           | 353        | 173           | 180           | 1630                     | 103                  | 365        | 372        | 82         |
| 2021                                                                            | 581 390              | 2 926 535 | 19.9           | 378        | 194           | 184           | 1538                     | 122                  | 384        | 285        | 82         |
| Fuente: Catholic-Hierarchy, que a su vez toma los datos del Anuario Pontificio. |                      |           |                |            |               |               |                          |                      |            |            |            |

## Episcopologio
- Floyd Lawrence Begin † (27 de enero de 1962-26 de abril de 1977 falleció)
- John Stephen Cummins (3 de mayo de 1977-1 de octubre de 2003 retirado)
- Allen Henry Vigneron (1 de octubre de 2003 por sucesión-5 de enero de 2009 nombrado arzobispo de Detroit)
- Salvatore Joseph Cordileone (23 de marzo de 2009-27 de julio de 2012 nombrado arzobispo de San Francisco)
- Michael Charles Barber, S.I., desde el 3 de mayo de 2013